# David Costas
David Costas Cordal (Vigo, 26 marzo 1995) è un calciatore spagnolo, difensore del Real Oviedo.

## Carriera
Nella stagione 2013-2014 ha giocato nella massima serie del campionato spagnolo con il Celta Vigo.